# Stolperstein von Heikendorf
Der Stolperstein von Heikendorf ist Hedwig Lunczer gewidmet, die einen Tag vor ihrer Deportation den Freitod wählte. Er wurde vom Künstler Gunter Demnig im Rahmen des Projekts Stolpersteine in der Gemeinde Heikendorf verlegt. Stolpersteine erinnern an das Schicksal der Menschen, die von den Nationalsozialisten ermordet, deportiert, vertrieben oder in den Suizid getrieben wurden. Sie liegen im Regelfall vor dem letzten selbstgewählten Wohnsitz des Opfers.
Die Verlegung erfolgte am 23. Februar 2024.

## Stolperstein
| Stolperstein | Inschrift | Verlegeort       | Name, Leben |
| ------------ | --- | ---------------- | --- |
|              | HIER WOHNTE HEDWIG LUNCZER GEB. WOLFF JG. 1858 GEDEMÜTIGT / ENTRECHTET VOR DEPORTATION 18. JULI 1942 FLUCHT IN DEN TOD 17. JULI 1942 | Schützenstraße 6 | Hedwig Lunczer, geborene Wolff, wurde am 20. September 1858 in Kiel geboren. Sie war das jüngste von zehn Kindern. Sie lebte eine Weile in Berlin und heiratete am 14. Juli 1888 den Kunstreiter Carl Theodor Lunczer. Zehn Monate später wurde Sohn Paul Alexander geboren. Ihr Ehemann verstarb früh; mit 38 Jahren war Lunczer Witwe. Sie gab ihren Sohn in die Obhut ihrer Schwägerin Johanna Cohn, die in Heikendorf lebte. Hedwig Lunczer blieb nach ihrer aktiven Zeit als Berufstänzerin im Zirkus Renz. Am 14. Juli 1942 erhielt sie schriftlich den Befehl, sich am 18. Juli 1942 am Sammelplatz Kleiner Kuhberg in Kiel zur „Evakuierung“ einzufinden, dabei wurde sie davon in Kenntnis gesetzt, dass ihr Vermögen rückwirkend beschlagnahmt wäre, 50 Reichsmark waren aber trotzdem zur „Evakuierung“ mitzubringen. Hedwig Lunczer wählte am 17. Juli 1942, in ihrem 84. Lebensjahr, den Freitod durch Erhängen in ihrem Haus. Ihre Schwägerin Johanna Cohn starb 1941 in der Nervenheilanstalt Neustadt, die Todesursache war „Altersschwäche“, deren Ehemann, der Malermeister Nathan Israel Cohn, soll an „Blasenkrebs und Verjauchung der Blase“ gestorben sein. Ihre Urenkelin Monika Adrio war zur Verlegung des Stolpersteines anwesend. |